# چن شیائوتینگ
چن شیائوتینگ (انگلیسی: Chen Xiaoting؛ زادهٔ ۱۱ ژانویهٔ ۱۹۹۱) وزنه‌بردار اهل چین است.